# Arabiska oryxreservatet
Arabiska oryxreservatet är ett djurreservat i den omanska centralöknen och kustbandet. Inom dess område finns en ovanlig fauna med fritt strövande hjordar med arabisk oryx, de första sedan arten utrotats som vilt levande 1972. 1982 återinplanterade man antilopen i området. 
1994 blev reservatet ett världsarv. 2007 blev området dock det första som förlorade sin världsarvsstatus. Den officiella orsaken från världsarvskommittén var Omans beslut att reducera området med 90 procent och att populationen av arabisk antilop på grund av tjuvjakt och försämrade habitat minskat från 450 år 1996 till 65.
Förutom antilopen finns i området också den utrotningshotade kragtrappen (Chlamydotis undulata), en fågelart som förökar sig i det vilda endast här. Andra arter man finner här är bland andra den största populationen av den utrotningshotade arabiska gasellen, såväl som den nubiska stenbocken, arabisk varg, och honungsgrävling samt ökenlo.